# D'mt
Dʿmt (alfabet sudaràbig: ) fou un regne a la moderna Eritrea i nord d'Etiòpia que va existir vers el segle viii a V aC. S'han trobat molt poques inscripcions i els treballs arqueològics estan al començament. Se sap que fou l'antecedent immediat del regne d'Axum, i va acabar com a civilització abans de l'inici d'Axum. Yeha fou el centre religiós i necòpolis del país però probablement no era la capital política.

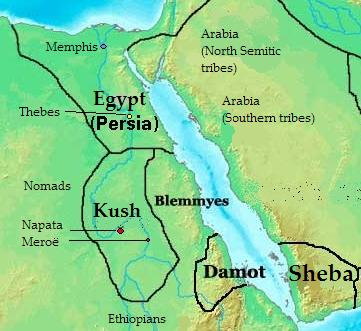
Àfrica vers 400 aC

La civilització va desenvolupar sistemes de reg, de treball de la terra, cultius, i va fer eines i armes de ferro.
Alguns historiadors moderns com Stuart Munro-Hay, Rodolfo Fattovich, Ayele Bekerie, Cain Felder, i Ephraim Isaac consideren aquesta civilització com a indígena. La influència sabea s'hauria iniciat al segle v aC, potser per una emigració o pel domini sabeu de la mar Roja. Altres historiadors com Joseph Michels, Henri de Contenson, Tekle-Tsadik Mekouria i Stanley Burstein consideren Dʿmt el resultat d'una barreja de pobles indígenes i una primera onada de sabeus. L'evidència darrera suggereix que com la llengua ge'ez de la regió no és derivada del sabeu la influència sabea fou menor potser limitada a alguns enclavaments comercials o posicions militars, i es va extingir al cap de poc temps.
El regne va desaparèixer al segle v aC, i haurien sorgit alguns regnes successors un dels quals, Axum, hauria arribat a l'hegemonia al segle ii o I aC.

## Reis coneguts
| Període                    | Nom       | Reina | Notes |
| -------------------------- | --------- | --- | ----- |
| Vers 700 aC a 650 aC       |           | |       |
| Mlkn (monarca) Wʿrn Ḥywt   | ʿArky(t)n | contemporani del mukarrib sabeu Karib'il Watar.                                                           |       |
| Mkrb (mukarrib), Mlkn Rdʿm | Smʿt      | |       |
| Mkrb, Mlkn Ṣrʿn Rbḥ        | Yrʿt      | Fill de Wʿrn Ḥywt, "Krei Ṣrʿn de la tribu YGʿḎ (=Agʿazi, mkrb de DʿMT i SB'"                              |       |
| Mkrb, Mlkn Ṣrʿn Lmn        | ʿAdt      | Fill de Rbḥ, contemporani del mukarrib sabeu Sumuhu'alay, "rei Ṣrʿn de la tribu YGʿḎ, mkrb de DʿMT i SB'" |       |